# Exellodendron gracile
Exellodendron gracile, também chamado de oiti, é uma espécie de planta do gênero Exellodendron e da família Chrysobalanaceae.

## Taxonomia
A espécie foi descrita em 1972 por Ghillean Prance.
O seguinte sinônimo já foi catalogado:
- Parinari gracilis  Kuhlm.

## Forma de vida
É uma espécie terrícola e arbórea.

## Conservação
A espécie faz parte da Lista Vermelha das espécies ameaçadas do estado do Espírito Santo, no sudeste do Brasil. A lista foi publicada em 13 de junho de 2005 por intermédio do decreto estadual nº 1.499-R.

## Distribuição
A espécie é endêmica do Brasil e encontrada no estado brasileiro do Espírito Santo. A espécie é encontrada no domínio fitogeográfico de Mata Atlântica, em regiões com vegetação de floresta ombrófila pluvial.